# Новогеоргиевка (Иланский район)
Новогеоргиевка — деревня в Иланском районе Красноярского края. Входит в состав Новогородского сельсовета.

## История
Деревня была основана в 1900 году. По данным 1926 года в деревне Ново-Георгиевка (Печкино) имелось 89 хозяйств и проживало 503 человека (244 мужчины и 259 женщин). В национальном составе населения преобладали украинцы. В административном отношении деревня являлась центром Новогеоргиевского сельсовета Устьянского района Канского округа Сибирского края.

## Население
| 2010 | 2014 |
| ---- | ---- |
| 137  | ↘135 |

Гендерный состав
По данным Всероссийской переписи населения 2010 года в гендерной структуре населения мужчины составляли 46,7 %, женщины — соответственно 53,3 %.
Национальный состав
Согласно результатам переписи 2002 года, в национальной структуре населения русские составляли 98 % из 142 чел.